# Makati
Thành phố Makati (tiếng Filipino: Lungsod ng Makati) là một trong 16 thành phố tạo nên Metro Manila (Vùng Thủ đô Quốc gia), một trong những vùng đô thị đông dân nhất thế giới. Makati là trung tâm tài chính của Philippines và là một trung tâm lớn về thương mại, tài chính và kinh tế ở Châu Á. Thành phố cũng có nhiều Đại sứ quán. Tuy nhiên, nếu xét theo quan điểm thông thường trên thế giới cũng như tại Việt Nam thì Makati giống như một quận trong một thành phố thống nhất (Vùng đô thị Manila).

## Địa lý
Thành phố Makati nằm về bên phải trung tâm của Metro Manila, phía bắc của thành phố là sông Pasig, bên kia sông là thành phố Mandaluyong, phá đông bắcc là thành phố Pasig, phía đông nam là đô thị tự trị Pateros, phía tây bắc là thành phố Manila, phía tây nam là thành phố Pasay. Makati có diện tích 27,36 km², chiếm 4,3% diện tích toàn Metro Manila.

## Nhân khẩu
Dân số Makati là 567.349 người theo thống kê năm 2007 (bao gồm cả các Barangay đang tranh chấp với các đô thị lân cận). Số liệu này tăng 95.970 người so với năm 2000. Trong các thành phố và đô thị tự trị của Metro Manila, Makati xếp thứ 5 về dân số với 5%. Mặc dù vậy, dân số ban ngày của thành phố Makati ước tính lên tới 1 triệu người vì nhiều người đến thành phố để làm việc, mua sắm; đặc biệt là tại Khu Trung tâm Thương mại.

## Barangay
Makati được chia ra làm 33 barangay, đơn vị hành chính nhỏ nhất của Philippines.
| Barangay        | Dân số (2004) | Dân số (2010) | Diện tích (km²) | Quận |
| --------------- | ------------- | ------------- | --------------- | ---- |
| Bangkal         | 22,433        | 23,378        | 0.74            | 1    |
| Bel-Air         | 9,330         | 18,280        | 1.71            | 1    |
| Carmona         | 3,699         | 3,096         | 0.34            | 1    |
| Cembo           | 25,815        | 27,998        | 0.22            | 2    |
| Comembo         | 14,174        | 14,433        | 0.27            | 2    |
| Dasmariñas      | 5,757         | 5,654         | 1.90            | 1    |
| East Rembo      | 23,902        | 26,433        | 0.44            | 2    |
| Forbes Park     | 3,420         | 2,533         | 2.53            | 1    |
| Guadalupe Nuevo | 22,493        | 18,271        | 0.57            | 2    |
| Guadalupe Viejo | 13,632        | 16,411        | 0.62            | 2    |
| Kasilawan       | 6,224         | 5,291         | 0.09            | 1    |
| La Paz          | 8,843         | 7,931         | 0.32            | 1    |
| Magallanes      | 7,509         | 5,576         | 1.20            | 1    |
| Olympia         | 20,172        | 21,270        | 0.44            | 1    |
| Palanan         | 16,614        | 17,283        | 0.65            | 1    |
| Pembo           | 35,035        | 44,803        | 1.23            | 2    |
| Pinagkaisahan   | 6,186         | 5,804         | 0.16            | 2    |
| Pio del Pilar   | 22,495        | 27,035        | 1.20            | 1    |
| Pitogo          | 13,367        | 15,332        | 0.14            | 2    |
| Poblacion       | 8,446         | 17,120        | 0.46            | 1    |
| Rizal           | 37,022        | 41,959        | 3.55            | 2    |
| San Antonio     | 12,226        | 11,443        | 0.89            | 1    |
| San Isidro      | 8,686         | 7,589         | 0.50            | 1    |
| San Lorenzo     | 6,487         | 10,006        | 2.09            | 1    |
| Santa Cruz      | 7,419         | 7,440         | 0.47            | 1    |
| Singkamas       | 6,226         | 7,426         | 0.13            | 1    |
| South Cembo     | 13,570        | 14,672        | 0.20            | 2    |
| Tejeros         | 16,820        | 13,868        | 0.29            | 1    |
| Urdaneta        | 3,817         | 3,717         | 0.74            | 1    |
| Valenzuela      | 5,908         | 7,261         | 0.24            | 1    |
| West Rembo      | 28,889        | 28,406        | 0.55            | 2    |